# Metilamina
La metilamina és un compost orgànic amb la fórmula química CH₃NH₂. És un gas incolor derivat de l'amoníac però amb un hidrogen substituït per un grup metil. És una amina primària simple. Té una olor forta similar a la del peix. La metilamina es fa servir com a bloc de construcció en la síntesi de molts compostos comercials. Se'n produeix al voltant d'un milió de tones cada any.

## Producció
La metilamina es prepara comercialment per a la reacció d'amoníac amb metanol en presència d'un catalitador silicoaluminat. En la reacció es coprodueix dimetilamina i trimetilamina.
CH₃OH + NH₃ → CH₃NH₂ + H₂O

## Reactivitat i aplicacions
La metilamina és un bon nucleòfil i es considera una base feble.
Fàrmacs representatius produïts a partir de la metilamina inclouen l'efedrina i la teofil·lina, els pesticides carbofuran, carbaril, i metam sodi, i els solvents N-metilformamida and N-metilpirrolidona.

## Química biològica
La metilamina apareix de manera natural de la putrefacció i és un substrat per la metanogènesi. Serveix com a agent tamponador en el lumen del tilacoide del cloroplast e les plantes.